# Curtis Mayfield
Curtis Mayfield (3. června 1942 Chicago, Illinois, USA – 26. prosince 1999 Roswell, Georgie, USA) byl americký zpěvák a kytarista. V roce 1958 spoluzaložil skupinu The Impressions, ve které působil následujících dvanáct let. Následně se vydal na sólovou dráhu, během které vydal sedmnáct studiových alb.
V roce 1994 získal cenu Grammy Legend Award a v roce 1999 pak Grammy Lifetime Achievement Award. V roce 1991 byl uveden do Rock and Roll Hall of Fame jako člen skupiny The Impressions a v roce 1999 jako sólový umělec. V roce 2000 byl posmrtně uveden do Songwriters Hall of Fame. Časopis Rolling Stone jej zařadil na 99. místo v žebříčku 100 největších umělců všech dob. Stejný časopis ho zařadil na čtyřicáté místo v žebříčku 100 nejlepších zpěváků všech dob a na 34. v 100 nejlepších kytaristů všech dob.
Jeho písně předělalo mnoho umělců, mezi které patří Vanilla Fudge, En Vogue a Jeff Beck. Část jeho písně „Pusherman“ použil Eminem ve své písni „I'm Shady“.

## Diskografie

### Studiová alba
- Curtis (1970)
- Roots (Curtis Mayfield) (1971)
- Back to the World (1973)
- Got to Find a Way (1974)
- Sweet Exorcist (1974)
- There's No Place Like America Today (1975)
- Give, Get, Take and Have (1976)
- Short Eyes (1976)
- Never Say You Can't Survive (1977)
- Do It All Night (1978)
- Heartbeat (1979)
- Something to Believe In (1980)
- The Right Combination (with Linda Clifford) (1980)
- Love is the Place (1982)
- Honesty (1983)
- We Come in Peace with a Message of Love (1985)